# Żebra (anatomia)

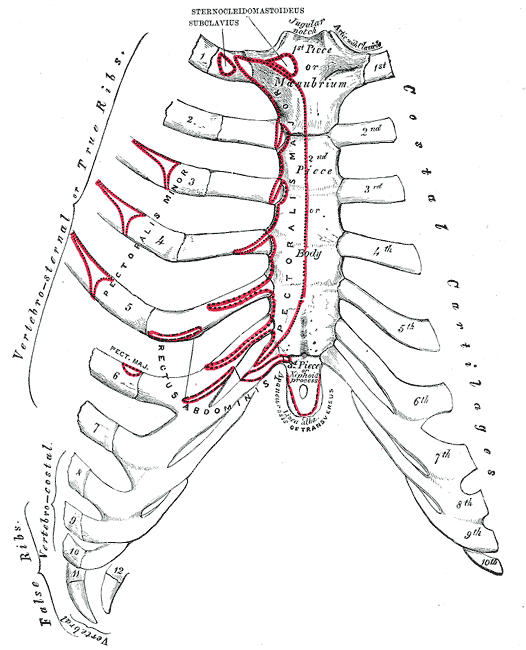
Żebra człowieka

Żebra (łac. costae) – elementy szkieletu osiowego kręgowców, mające postać chrzęstnych lub kostnych prętów.

## Ryby
W tułowiu ryby wyróżnić można dobrze wykształcone żebra dolne (costae ventrales), które łączą się stawowo z wyrostkami poprzecznymi kręgów. Im bliżej ogona, tym pary żeber są bliżej siebie, a tam, gdzie kończy się jama ciała, a zaczyna część ogonowa, wraz z wyrostkami poprzecznymi tworzą wyrostki kolczyste. U niektórych ryb (np. miastuga) wyróżnić można też żebra górne (costae dorsales). Kręgouste żeber nie mają, u spodoustych żebra mogą występować, ale są zbudowane z chrząstki, nie kości. Innymi, poza żebrami, prętowatymi skostnieniami u ryb kostnoszkieletowych są ości, u różnych rzędów i rodzin różniące się liczbą, kształtem i umiejscowieniem.

## Czworonogi
Wszystkie czworonogi mają szkielet oparty na jednym schemacie. U pierwotnych płazów, meandrowców, żebra występowały zarówno w tułowiu jak i ogonie. U współczesnych płazów żebra są krótkie i nie dosięgają mostka. Dość dobrze rozwinięte są u płazów ogoniastych, natomiast u bezogonowych są zredukowane i ledwie widoczne (żaba). U płazów beznogich są na całej długości kręgosłupa, ale tylko w odcinku tułowiowym, bo w tej grupie odcinek ogonowy nie występuje. U gadów współczesnych w pełni rozwinięte żebra występują tylko w okolicy piersiowej. Przednie żebra łączą się z mostkiem, tworząc klatkę piersiową. Żebra te są dwu- lub trzyodcinkowe, odcinki są połączone stawami. Żebra łączące się z mostkiem noszą nazwę żeber prawdziwych. Następne żebra łączą się z mostkiem poprzez poprzednie, z którymi są zrośnięte i te noszą nazwę żeber rzekomych. Dalsze, jednoczęściowe, nie dosięgają mostka i nazywa się je żebrami wolnymi (costae fluctuantes). Takie zróżnicowanie wykazują jednak tylko najbardziej zaawansowane ewolucyjnie gady. Schemat ten w pełni odpowiada budowie przeciętnego ssaka. U ptaków dodatkowo okolica mostka zostaje wzmocniona poprzez występujący na przykręgowej części żebra wyrostek haczykowaty (processus uncinatus).

### Żebra człowieka
Żebra stanowią część układu kostnego człowieka. Jest to dwanaście par (niewielka część populacji ma żeber więcej lub mniej) półkoliście wygiętych kości klatki piersiowej, które z jednej strony łączą się z kręgami piersiowymi, a z drugiej strony, w wypadku żeber I–X, z mostkiem. Żebra XI i XII nie są połączone z mostkiem. Wyróżnia się żebra prawdziwe (costae verae), będące pierwszymi siedmioma żebrami licząc od góry, tj. żebrami I–VII. Połączone są one bezpośrednio z mostkiem własną chrząstką – chrząstką żebrową (cartilago costalis), co odróżnia je od żeber rzekomych (costae spuriae, żeber VIII–XII) niemających takiego połączenia. Żebra XI i XII nazywa się żebrami wolnymi (costae fluitantes) z racji braku połączenia z mostkiem. Żebra od VIII do X połączone są z mostkiem łukiem żebrowym (arcus costalis), utworzonym przez ich połączone chrząstki żebrowe.
Podstawową funkcją żeber jest ochrona ważnych dla życia narządów znajdujących się w klatce piersiowej – serca i płuc. Żebra odgrywają także ważną rolę w procesie oddychania; stanowią miejsce przyczepu mięśni oddechowych, a także dzięki występowaniu chrząstek między żebrami a mostkiem możliwe jest zwiększanie i zmniejszanie objętości klatki piersiowej, co tworzy zmianę ciśnień w jej wnętrzu i umożliwia wdech i wydech.

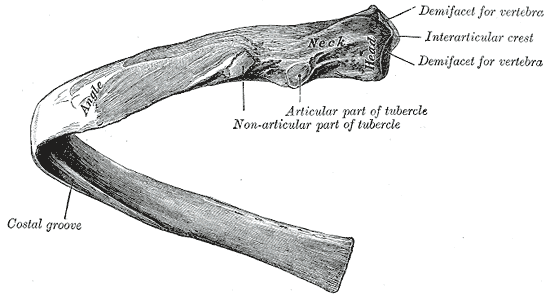
Żebro człowieka, widok od tyłu

W budowie pojedynczego żebra wyróżnia się: trzon (corpus costae), szyjkę (collum costae) oraz głowę żebra (caput costae), która łączy żebro z kręgosłupem.
Trzon żebra jest cienką, spłaszczoną częścią żebra, która uwypuklona jest do zewnątrz (wyjątek: pierwsze żebro do góry). Na wewnętrznej powierzchni trzonu żebra znajduje się bruzda żebra (łac. sulcus costae) dla naczyń i nerwów międzyżebrowych. Szyjka żebra łączy trzon żebra z główką żebra. Na jej górnej powierzchni znajduje się grzebień szyjki żebra (crista colli costae). Natomiast główka żebra przedzielona jest grzebieniem główki żebra (crista capitis costae) (wyjątek: żebra łączące się z jedną strukturą nie mają tego grzebienia), do którego przyczepia się więzadło głowy żebra (ligamentum capitis costae), na dwa dołki główki żebra (fovea capitis costae). Dołek górny łączy się z dolnym wcięciem żebrowym kręgu piersiowego wyżej leżącego, a dolny łączy się z górnym dołkiem żebrowym trzonu kręgu leżącego poniżej. 
Na powierzchni wewnętrznej żebra, w bruździe żebra (sulcus costae), biegną od góry:
- żyła międzyżebrowa,
- tętnica międzyżebrowa,
- nerw międzyżebrowy.